# Cem milhões
Cem milhões (100.000.000 ou 108) é um número inteiro, que foi usado por Arquimedes, em O Contador de Areia, para definir o que seriam números de primeira ordem, e números de ordens superiores.
Neste ensaio, Arquimedes cita um trabalho que ele havia enviado a Zeuxipo, no qual ele definia um número de primeira ordem como qualquer número até uma miríade (dez mil) de miríades, ou seja, os números até 100.000.000 (exclusivamente). 100.000.000 foi definido como a unidade de segunda ordem, que iria até este número multiplicado por si mesmo. A unidade de terceira ordem foi definida como 100.000.000 multiplicado por si mesmo, ou, em notação moderna, (100.000.000)2 = 1016. Prosseguindo, Arquimedes definia o primeiro período como todos os números que estão desde a primeira ordem até a ordem cujo ordinal corresponde à unidade da segunda ordem, ou seja, em notação moderna, (100.000.000)100.000.000 = 10800.000.000 Neste ensaio, o maior número citado foi a unidade da 100.000.000-ésima ordem do 100.000.000o período, ou ((100.000.000)100.000.000)100.000.000. 